# Беккер, Роберт (шорт-трекист)
Роберт Беккер (нем. Robert Becker; род. 11 апреля 1987) — немецкий шорт-трекист, призёр чемпионата мира  2011 года, чемпион Европы 2007 года,  двукратный призёр 2010, 2012 года. Участник зимних Олимпийских игр 2010 года.

## Спортивная карьера
Роберт Беккер родился в городе Дрезден, Германская Демократическая Республика. В 2005 году был призван для прохождения службы в бундесвере и служил до ноября 2015 года. 
Он дебютировал на соревновании международного уровня в январе 2006 года на юниорском чемпионате мира в Меркуря-Чук, где занял 32-е место в общем зачёте многоборья. В январе 2007 года на чемпионате Европы в Шеффилде завоевал золотую медаль в эстафете, а в конце февраля на чемпионат Германии выиграл бронзовые медали на дистанциях 500 м и 1000 м, а также серебряную в беге на 1500 м и в общем личном зачёте поднялся на 3-е место.
В марте 2007 года на командном чемпионате мира в Будапеште занял 6-е место с партнёрами по команде. Через год, 23 февраля 2008 года вновь занял 3-е место на национальном чемпионате в общем зачёте. В октябре выступал на Кубке мира в Солт-Лейк-Сити и Ванкувере, и занял лучшее 25-е место на дистанции 1500 м. На чемпионате Европы в Турине занял 28-е место в личном многоборье и 6-е место в эстафете, а в феврале на этапе Кубка мира в Дрездене и Софии занял 3-е место в эстафетах.
На очередном чемпионате мира среди команд в Херенвене команда Германии стала 6-й. В январе 2010 года Беккер выиграл с командой серебряную медаль в эстафете на домашнем чемпионате Европы в Дрездене, через месяц на зимних Олимпийских играх в Ванкувере он остался запасным в эстафете, где Германия заняла 7-е место. Следом занял в команде 5-е место на чемпионате мира среди команд в Бормио. 
В сентябре на чемпионате Германии он выиграл на всех дистанциях и стал абсолютным чемпионом. Дальше участвовал на Кубке мира и на европейском чемпионате в  Херенвене в январе 2011 года немецкая четвёрка заняла 4-е место в эстафете. В феврале на этапе Кубка мира в Дрездене он занял 17-е место на дистанции 1500 м, а в марте на чемпионате мира в Шеффилде помог команде выиграть серебряную медаль в эстафете.
В 2012 году Беккер завоевал бронзовую медаль в составе эстафетной четвёрки на чемпионате Европы в Млада-Болеславе. В ноябре 2013 года на чемпионате Германии добился уверенной победы на четырех дистанциях в отсутствие травмированных лучших бегунов  Роберта Зайферта и Пауля Херрмана и выиграл в общем зачёте.

## Карьера инженера
После завершения карьеры спортсмена Роберт Беккер с 2014 по 2019 года обучался в Дрезденском институте техники и экономики и получил диплом инженера общего машиностроения. С сентября 2016 года по март 2017 года прошёл практику инженера в Институте исследований и разработок спортивного инвентаря (ФЭС). С 2019 по 2021 год работал инженером-разработчиком в ФЭС в районе Берлина. С 2015 года по-настоящее время работает техником по шорт-треку в немецкой ассоциации конькобежного спорта и шорт-трека в Дрездене (DESG).